# Colocleora cellularis
Colocleora cellularis är en fjärilsart som beskrevs av Claude Herbulot 1973. Colocleora cellularis ingår i släktet Colocleora och familjen mätare. Inga underarter finns listade i Catalogue of Life.